# Catalexis tapinota
Catalexis tapinota är en fjärilsart som beskrevs av Walsingham 1909. Catalexis tapinota ingår i släktet Catalexis och familjen stävmalar. Inga underarter finns listade i Catalogue of Life.